# Dylan Thomas
(Dylan Thomas, Non andartene docile in quella buona notte, traduzione di Ariodante Marianni)
Dylan Marlais Thomas (Swansea, 27 ottobre 1914 – New York, 9 novembre 1953) è stato un poeta, scrittore e drammaturgo gallese. Scrisse poesie, saggi, epistole, sceneggiature, racconti autobiografici e un dramma teatrale dal titolo Sotto il bosco di latte (Under milk Wood) la cui versione radiofonica, in cui recitava l'autore stesso, vinse il Prix Italia nel 1954. Autore tardo-modernista e neo-romantico, anticipatore della Beat Generation e dalla vita travagliata, segnata dall'alcolismo, morì a soli 39 anni a causa di polmonite e overdose di morfina somministrata per errore dal medico.

## Biografia
Dylan Thomas nasce a Swansea, Galles, secondo figlio di David John Thomas, professore della Grammar School locale, e Florence Williams. Il nome gli fu dato prendendolo da quello del "figlio del mare" della saga epica gallese Mabinogion. Fin da giovanissimo mostra una notevole inclinazione per la poesia, arrivando a pubblicare le prime poesie all'età di undici anni nel giornalino della sua scuola.
L'importanza della cultura gallese, che nel corso della sua produzione influenzerà così marcatamente la sua poetica, si riflette anche nella collocazione politica. Riprendendo temi cari al radicalismo gallese, negli anni Trenta si posiziona saldamente su posizioni socialiste se non addirittura comuniste, sebbene manchino informazioni su sue iscrizioni a partiti. Nota è la sua focosa ostilità a Oswald Mosley e alla British Union of Fascists, nonché il suo attivismo nel No More War Movement, organizzazione pacifista di sinistra.

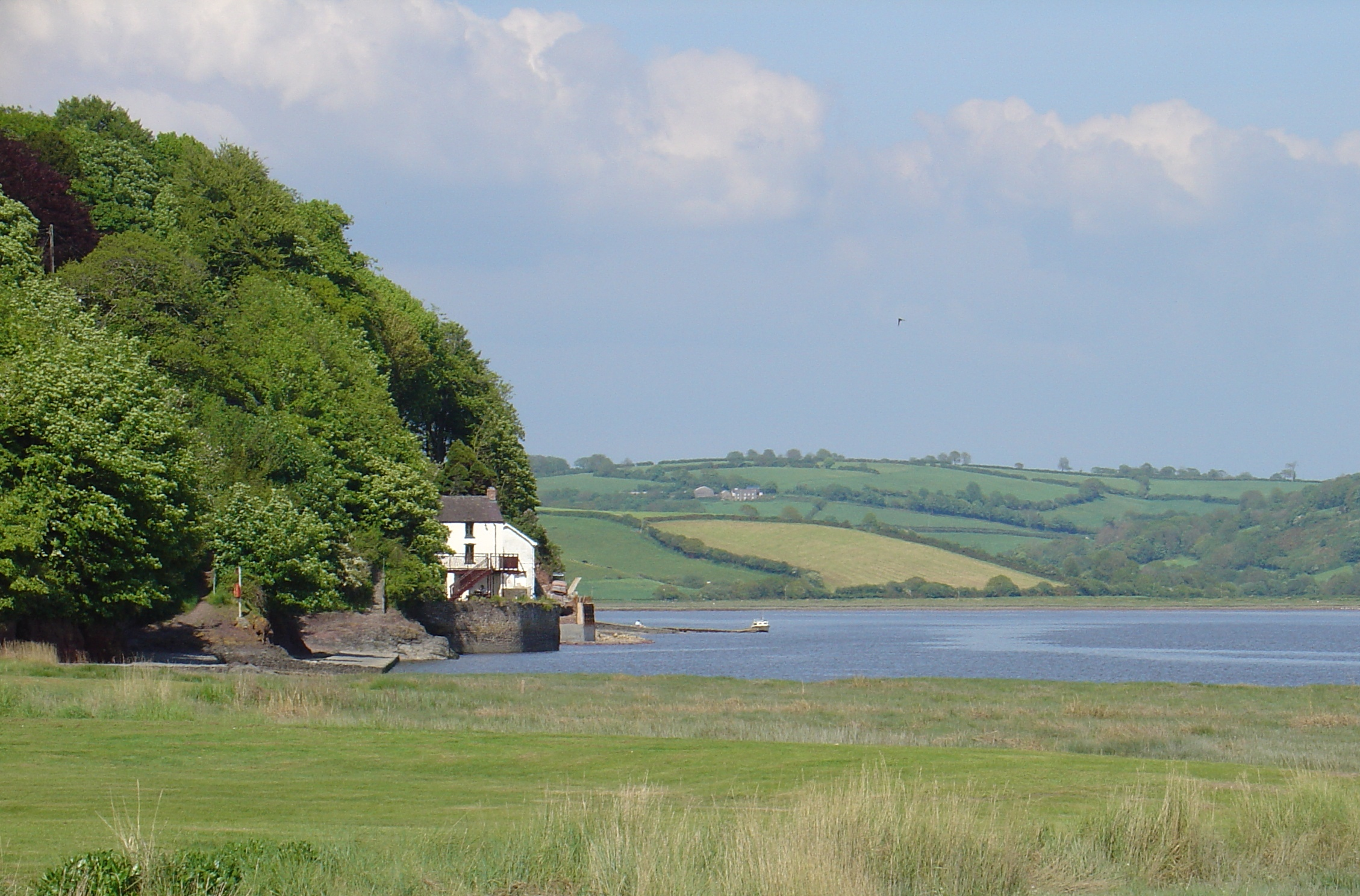
Laugharne: la Boathouse dove visse Dylan Thomas

Nel 1934 pubblica Diciotto poesie, la sua prima raccolta poetica, suscitando scalpore nei raffinati ambienti letterari londinesi. Nei suoi primi versi pubblicati cominciano a intravedersi le tematiche che renderanno celebre la sua poesia: la morte, la natura, l'amore, l'unità estatica e drammatica di tutto il creato. Di questa prima raccolta la composizione più conosciuta è And death shall have no dominion. Già straordinariamente maturo dal punto di vista letterario, Thomas pubblica le successive raccolte a distanza di pochi anni l'una dall'altra: Venticinque poesie (1936), Il mondo che respiro (1939), La mappa dell'amore (1939).
Nel 1936 sposa la ballerina Caitlin MacNamara, da cui ebbe tre figli (tra cui la scrittrice Aeronwy Thomas) e con cui si trasferì a Laugharne, a occidente di Swansea, in una casa sul mare chiamata Boathouse. Lì, nella solitudine del famoso capanno verde (The writing shed), compose alcune delle sue più famose poesie. Inoltre la cittadina di Laugharne ispirò la località immaginaria di Llareggub in cui è ambientato il dramma Under milk wood ("Sotto il bosco di latte").

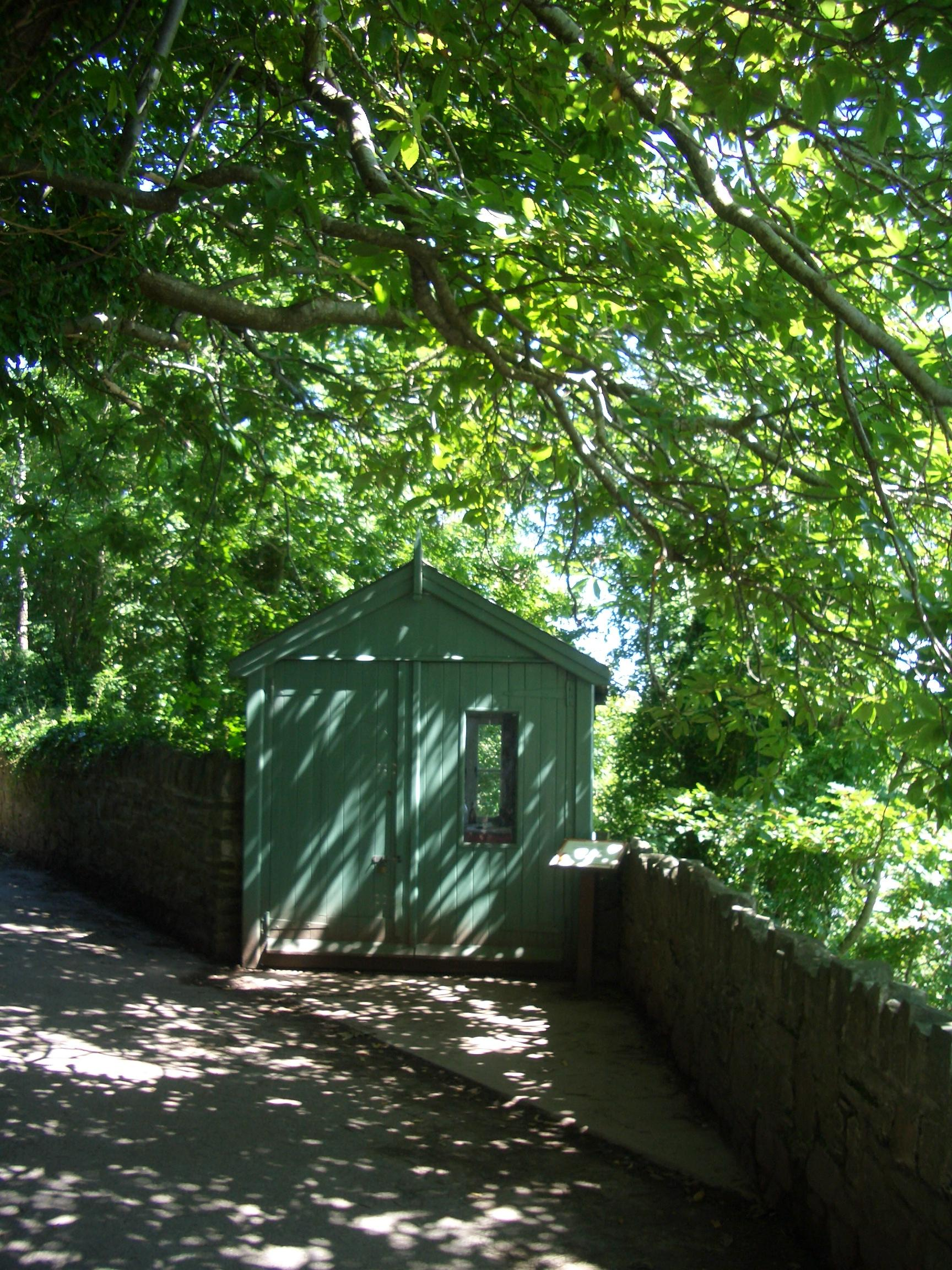
Il capanno della Boathouse, Laugharne

Nel 1940 esce Ritratto dell'artista da cucciolo, una raccolta di storie di impronta autobiografica, mentre nel 1946 esce il libro che rappresenta la sua definitiva consacrazione Death and entrances ("Morte e ingressi"). All'indiscusso valore poetico di Thomas si accompagna una vita di grande dissolutezza, fatta di sperperi e di alcolismo, che spinse la sua famiglia sull'orlo della povertà. Malgrado la sua dipendenza dall'alcol e l'essere perennemente ossessionato dalla mancanza di denaro e dai debiti, ebbe sempre la solidarietà del mondo intellettuale che, riconoscendone il genio, non gli fece mancare sostegni economici e morali. Nel 1941, riformato per motivi di salute precaria dal servizio militare, incomincia a lavorare saltuariamente come cronista anche per la BBC.
Nel 1947 trascorre le vacanze in Italia, ma non si trova bene, evita gli intellettuali (incontra Luigi Berti ed Eugenio Montale); nella primavera trascorre del tempo nella villa Del Beccaro di Mosciano a Scandicci, vicino a Firenze, dove tuttavia non si trovò a proprio agio; scrisse anche dei versi caustici, parzialmente in italiano, contro gli uomini di lettere che si ostinavano a parlargli in inglese pur sapendo al massimo "ordinare il vino". Ad agosto soffre molto il caldo estivo, tranne che all'isola d'Elba: "amo quest’isola, e vorrei non vederla in una delle stagioni infernali [ma] la birra fredda è Dio in bottiglia!".
Sempre alla ricerca di denaro per la propria sussistenza, tra gennaio e febbraio 1951 trascorre un periodo di quasi due mesi in Iran, dove la Anglo-Persian Oil Company, la futura British Petroleum, gli ha commissionato una sceneggiatura che metta i petrolieri in buona luce di fronte all'opinione pubblica, ma non verrà mai realizzata; anziché dei petrolieri scrive nelle lettere (alla moglie, agli amici e alle amanti) principalmente della popolazione e della letteratura. In Iran comincia a scrivere quella che resta la sua poesia più famosa, Do not go gentle into that good night ("Non andartene docile in quella buona notte"), pubblicata lo stesso anno e dedicata al padre malato di cancro (deceduto nel dicembre 1952).

### La morte a New York
(D. Thomas, E la morte non avrà più dominio)
Nel corso di un suo viaggio negli Stati Uniti, incontrò nel 1953 a New York Igor' Fëdorovič Stravinskij (a cui Thomas era stato fatto conoscere da W.H. Auden); il poeta e il musicista simpatizzarono subito e decisero di intraprendere una collaborazione per un libretto d'opera che però non vide mai la luce. L'autore soffriva di problemi respiratori fin da giovanissimo, aggravati dall'alcolismo e il quarto viaggio negli Stati Uniti fu anche l'ultimo: arrivò il 20 ottobre 1953, già in cattive condizioni (bronchite cronica, enfisema polmonare causato dal fumo di sigaretta, asma e forse diabete), per un ciclo di conferenze sulla poesia organizzato da Malcom Brinnin. Il 26 ottobre, qualche giorno dopo, solo grazie ad una iniezione di cortisone del dottor Milton Feltenstein, Thomas riuscì a fare due performance di Under Milk Wood, dopo le quali ebbe un crollo. Il giorno seguente non poté neanche trattenersi a un party organizzato in suo onore, in occasione del suo trentanovesimo compleanno. A New York il 2 novembre si erano registrati livelli di smog elevatissimi e alla fine del mese le persone morte a causa di problemi respiratori legati allo smog ammontavano a circa duecento. Thomas, soffrendo già di patologie broncopolmonari, ne risentì molto. Per dormire assunse un'alta dose di fenobarbital. La notte del 3 novembre andò in un bar e affermò di aver bevuto 18 bicchieri di whisky (secondo il proprietario del bar non più di sei).

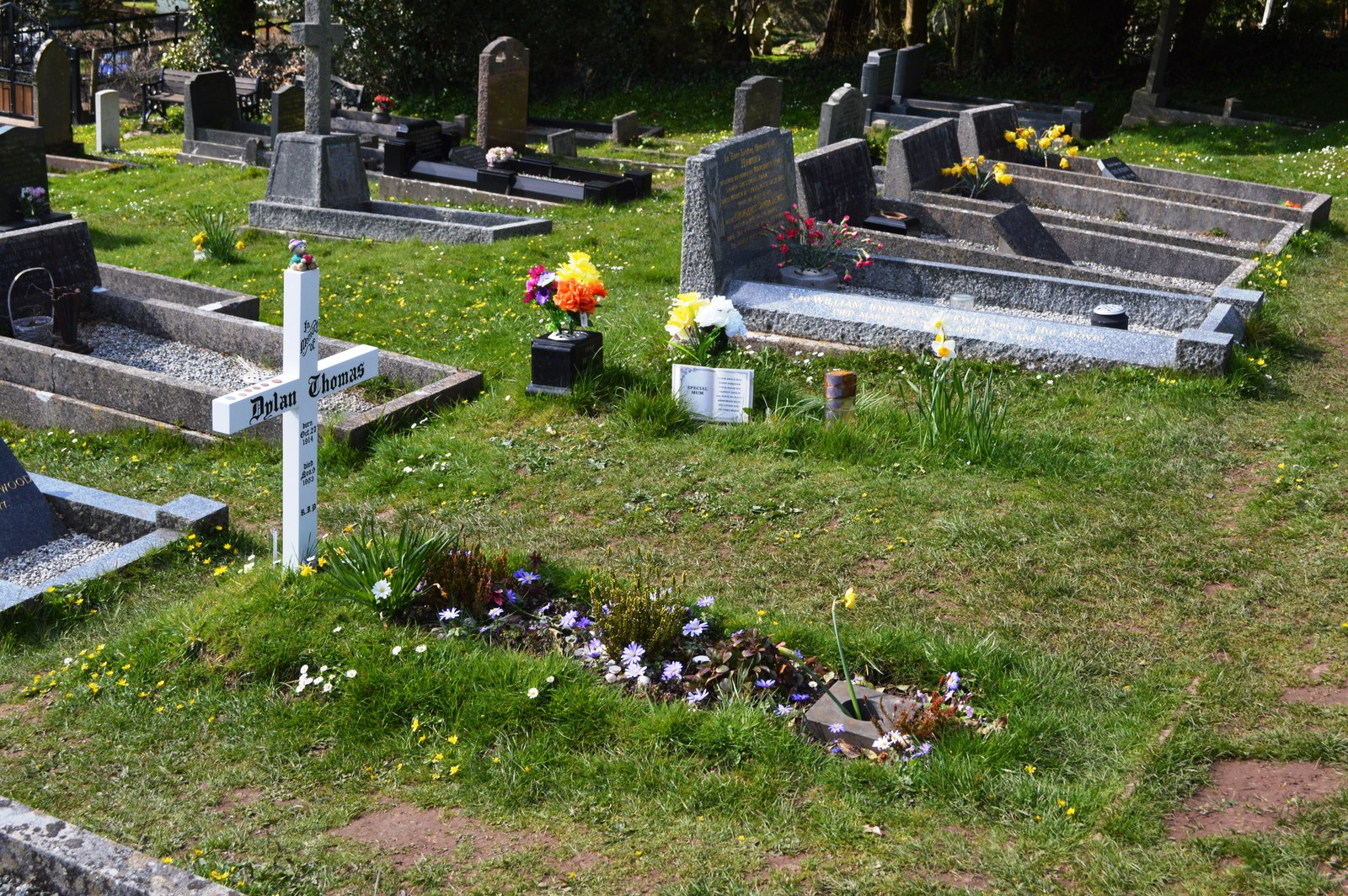
Sepoltura di Dylan Thomas

Il 4 novembre, sempre più affannato e sofferente, fu visitato nuovamente dal dottor Feltenstein che gli iniettò una robusta dose di morfina per sospetto delirium tremens (sindrome da astinenza da alcol). I risultati furono pessimi tanto che dopo poco il paziente divenne cianotico, riuscendo a respirare con sempre maggiori difficoltà. Quando arrivò l'ambulanza era già in coma. I medici dell'ospedale pensarono che fosse in preda a encefalopatia epatica o coma etilico. Si è in seguito ritenuto, anche da parte della famiglia e di biografi, che la morte di Thomas sia stata causata dal grave errore diagnostico del medico, che credeva che si trattasse di sintomi da astinenza, poi esclusi; la morfina somministrata in dose troppo alta aggravò le condizioni polmonari di Thomas portandolo ad una fatale insufficienza respiratoria e a danni cerebrali irreversibili. Sottoposto a tracheotomia, morì in ospedale il 9 novembre, a 39 anni, apparentemente per emorragia cerebrale. L'autopsia rivelò che, benché Thomas fosse deceduto di polmonite, il problema principale era un grosso edema al cervello, non diagnosticato, causato da una sacca di liquido cerebrospinale, probabile conseguenza (ipernatriemia) di disidratazione da alcol, o da mancanza di ossigeno, o da allergia alla morfina. Nonostante il suo alcolismo, il fegato mostrava invece solo lievi segni di cirrosi epatica, benché avesse un'avanzata steatosi.
Nel rapporto, il patologo forense ascrisse quindi il decesso alle tre cause contemporanee: polmonite da stasi sviluppata in ospedale, steatosi epatica alcolica, edema cerebrale, non menzionando gli errori medici nella diagnosi e l'overdose di oppiacei che lo ridusse in coma.
La moglie arrivò a New York in precario equilibrio mentale e in preda all'alcol mentre il poeta era in ospedale. Dopo aver inveito contro il marito e quasi aggredito i medici, fu internata forzatamente in manicomio, dove rimase per un periodo. Thomas fu sepolto a Laugharne, in Galles. Caitlin gli sopravvisse più di quarant'anni.
L'anno successivo (1954) Stravinskij, che fu molto colpito dalla prematura scomparsa del poeta, compose il pezzo In memoriam Dylan Thomas per tenore, quartetto d'archi, quattro tromboni, su testi di poesie dello stesso Thomas.

## Poetica
(Nel mio mestiere o arte ombrosa)
Comparso come una meteora appena ventenne a sconvolgere scuole e teorie, Thomas fra gli anni Trenta e Quaranta fa vivere alla poesia inglese un'incantevole stagione di vigore creativo. Fin dai suoi esordi, con la forza del provinciale che resta legato alle sue origini, ignora il dibattito intellettuale e con suprema maestria e abilità da funambolo sembra scavalcare ogni tradizione poetica. 
La sua opera oscura e labirintica, piena di simboli e metafore, dai versi spesso criptici, porta alle estreme conseguenze le tecniche dell'analogia, dell'associazione, dell'anafora, e dell'enumerazione caotica, con l'unico limite della forma stilistica (Thomas utilizza spesso la ballata o la villanella): una struttura che comunque, come egli ebbe a dire, "nasce da sé, dalle parole e dalle espressioni di esse, e non è mai sovraimposta".

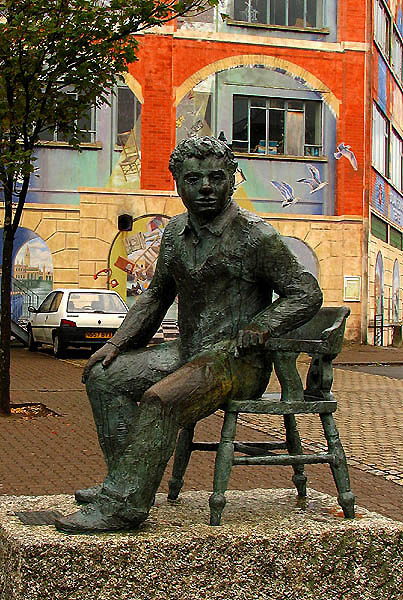
Statua di Dylan Thomas a Swansea, nei pressi del Dylan Thomas Center

Dalle poesie ai racconti, le suggestioni sono quelle assolutamente concrete e insieme favolose della propria piccola patria, Swansea e il Galles: con gli interni gremiti, le stradine tortuose, le colline di orti e di fattorie, il vento dell'oceano e gli aromi selvatici della campagna. Immagini di morte e di vita si alternano continuamente nelle liriche. La poesia di Thomas, come quella di un antico bardo o aedo, si nutre di miti: il folklore gallese e celtico, la religione biblico-contadina e panteista, la saga familiare, le leggende e i ricordi della propria giovinezza si confondono in un vortice inebriante di immagini. Il suo linguaggio variopinto è un concentrato semantico e sonoro e viene descritto dallo stesso autore come un "metodo dialettico": "un costante sorgere e crollare delle immagini che si sprigionano dal germe centrale, esso stesso distruttivo e costruttivo insieme". In un periodo della poesia britannica dominato dal modernismo di Eliot, Thomas si colloca innanzitutto, come neoromantico ("violenti e romantici" è la descrizione che diede dei propri versi) sulla linea di William Blake, del poeta metafisico John Donne e di G. M. Hopkins, del simbolismo e dei poeti maledetti, ma il carattere vorticoso, furiosamente visionario e aggrovigliato della sua ispirazione ne fanno una sorta di unicum nel panorama della poesia contemporanea. Rispose sarcasticamente alla descrizione di sé stesso data da Eliot ("in politica sono un monarchico, in religione un anglo-cattolico, in letteratura un classicista"): 
(Dylan Thomas)
Un'influenza di Sigmund Freud, Nietzsche, del trascendentalismo (Thoreau, Emerson), di Whitman, Wordsworth, Shelley, Frost, Yeats, Poe e delle avanguardie è rilevabile. La sua isolata diversità precorre soprattutto la Beat Generation (Kerouac, Burroughs, Ferlinghetti, Ginsberg), a cui lo uniscono l'autodistruttività, la ricerca di un linguaggio immaginoso e di una spiritualità autentica, opposta all'accademismo e alla morale puritana e borghese (nelle lettere esprime anche la propria simpatia per un socialismo di tipo libertario), e una visione improntata all'anticonformismo.
(Lettere)

## Omaggi e citazioni
- Si dice che Robert Allen Zimmerman si ispirò a Dylan Thomas quando nel 1961 adottò il nome d'arte Bob Dylan. Il cantante ha sempre negato che ci fosse un nesso col nome del poeta, sostenendo che fosse un omaggio a suo zio Dillon, ma nell'autobiografia Chronicles del 2005 ha riconosciuto questa fonte d'ispirazione.[16]
- Nel 1986 lo scrittore Tiziano Sclavi diede il nome di Dylan Dog al personaggio dei suoi fumetti in omaggio al poeta gallese e alla sua opera Portrait of the Artist as a Young Dog.
- Il libro Adventures in the Skin Trade ha ispirato i Duran Duran per il singolo Skin Trade pubblicato nel 1987.
- Dal 1995 Man and Myth (L'Uomo e il Mito), la mostra permanente realizzata presso il Dylan Thomas Centre di Swansea, costituisce la più ricca e accreditata raccolta di documenti sulla vita e l'opera dello scrittore.
- Nel 2008 viene girato un film che racconta parte della sua vita: The Edge of Love, con Cillian Murphy, Matthew Rhys, Keira Knightley e Sienna Miller.
- Nel film Interstellar (regia di Christopher Nolan) viene citata più volte dal Professor Brand (Michael Caine) la poesia Do not go gentle into that good night (Non andartene, docile, in quella buona notte).
- La stessa Do not go gentle into that good night viene citata più volte anche dalla protagonista del libro Matched di Ally Condie, Cassia.
- Do not go gentle into that good night ha anche ispirato il brano Do not go gentle contenuto nell'album folk "American Dream" delle Rainbow Girls, uscito nel 2017.
- And death shall have no dominion è citata nel film Solaris con George Clooney per la regia di Steven Soderbergh.
- Una voce fuoricampo declama la prima strofa di And death shall have no dominion all'inizio del film Omega doom.
- Il disco Words for the Dying del 1989 di John Cale presenta alcuni brani che sono la trasposizione in musica di alcune poesie di Thomas (There was a Saviour, On a Wedding Anniversary, Lie Still, Sleep Becalmed, Do Not Go Gentle Into That Good Night).
- La frase Do not go gentle into that good night è usata come titolo e viene citata nella Serie TV Shameless nella puntata 6 della stagione 11.
- La poesia E la morte non avrà più dominio (And death shall have no dominion) è citata nel romanzo Sempre tornare (Mondadori) di Daniele Mencarelli.
- Il testo del brano The Tortured Poets Department tratto dall'omonimo album di Taylor Swift (2024) cita esplicitamente il nome di Dylan Thomas.

## Opere

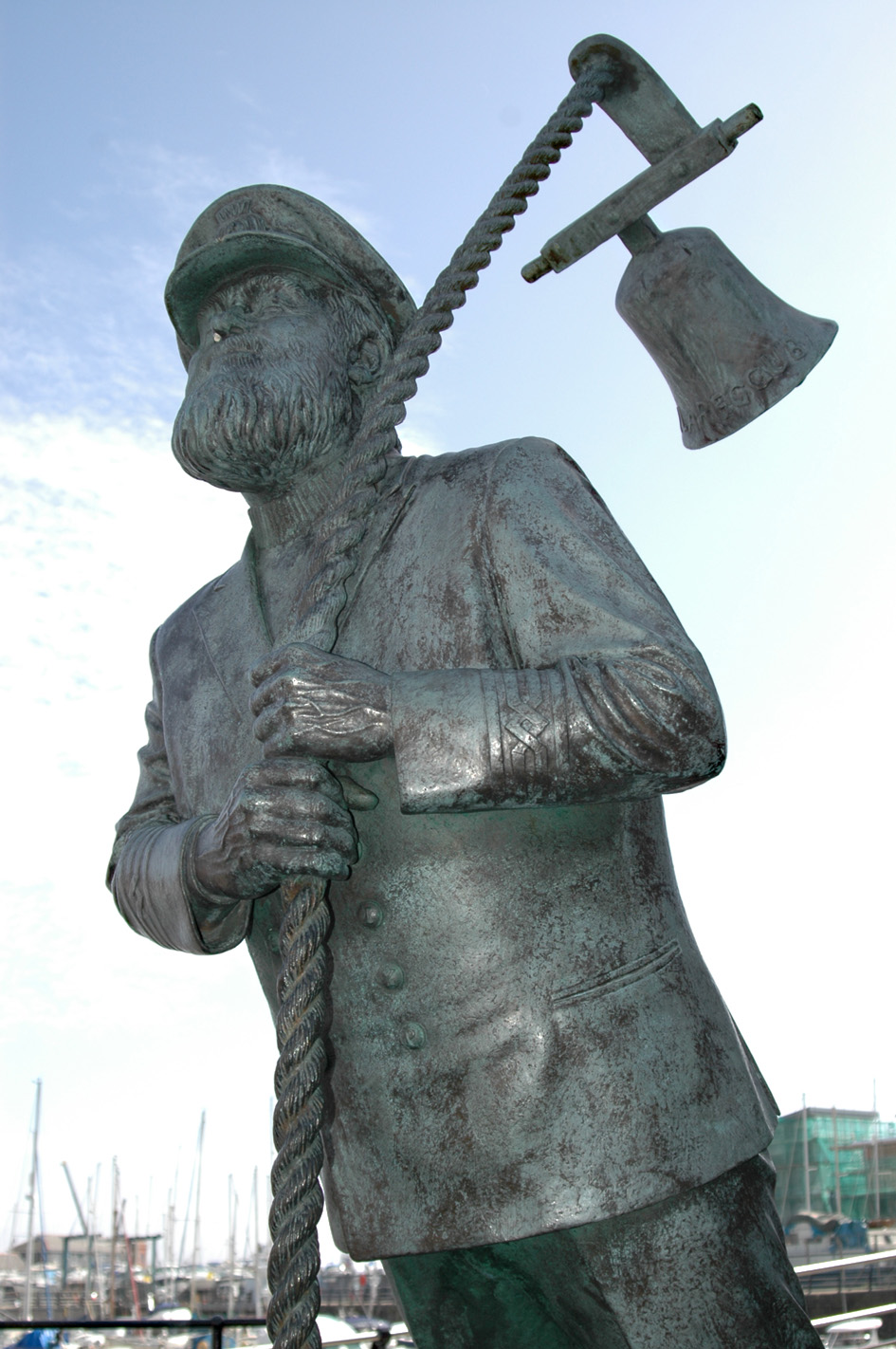
Statua del "Capitano Cat", personaggio della commedia Under Milk Wood (Sotto il bosco di latte)

### Raccolte poetiche
- 18 Poems, The Sunday Referee; Parton Bookshop, 1934
- Twenty-Five Poems, Dent, 1936
- The Map of Love, Dent, 1939
- New Poems, New Directions, 1943
- Deaths and Entrances (Morti e ingressi), Dent, 1946
- Twenty-Six Poems, Dent, 1949
- In Country Sleep and Other Poems, New Directions, 1952
- Collected Poems, 1934–1952, Dent, 1952
- The Collected Poems of Dylan Thomas: The New Centenary Edition, Weidenfeld and Nicolson, 2014

Edizioni italiane
- Alfredo Giuliani, Il cuore zoppo. Con sette versioni da Dylan Thomas, Magenta, Varese 1955
- Dylan Thomas, Poesie, a cura di Roberto Sanesi, Guanda, Parma 1954; infine Milano 2020
- Piero Bigongiari, Il vento d’ottobre. Da Alcmane a Dylan Thomas, Mondadori, Milano 1961
- Dylan Thomas, Poesie inedite, a cura di Ariodante Marianni, Einaudi, Torino 1980
- Dylan Thomas, Poesie e racconti, Nuova edizione italiana a cura di Ariodante Marianni, Collana NUE n.222, Torino, Einaudi, 1996, ISBN 978-88-061-4257-5. - Milano, Mondolibri, 1999.
- Dylan Thomas, Poesie inedite, traduzione e cura di Emiliano Sciuba, Crocetti, Milano, 2024
- Dylan Thomas, Visione e preghiera, traduzione e cura di Tommaso Di Dio, Giometti & Antonello, Macerata, 2024

### Prose e racconti
- The World I Breathe (Il mondo che respiro), New Directions, 1939
- Portrait of the Artist as a Young Dog (Ritratto dell'artista da cucciolo), Dent, 1940
- The Death of the King's Canary, con John Davenport, Hutchinson, 1941 (pubblicato postumo)
- Selected Writings of Dylan Thomas, New Directions, 1946
- Adventures in the Skin Trade and Other Stories, New Directions, 1953 (Avventure nel commercio della pelle, ossia frammenti di un romanzo incompiuto)
- "Do not go gentle into that good night" (Non andartene, docile, in quella notte buona), Botteghe Oscure, 1951
- Quite Early One Morning, New Directions, 1954 - postumo
- Adventures in the Skin Trade, New Directions 1955 - postumo
- A Prospect of the Sea and Other Stories and Prose Writings, Dent, 1955 - postumo
- A Child's Christmas in Wales, New Directions, 1955 - postumo

#### Edizioni italiane
- Prose e racconti, traduzione di Lucia Rodocanachi, Collana Supercoralli, Torino, Einaudi, 1961, 1969.
- Molto presto di mattina, a cura di Vanna Gentili, Collana I Coralli n.199, Torino, Einaudi, 1964. - Collana Nuovi Coralli n.274, Einaudi, 1980.
- Ritratto dell'artista da cucciolo. Seguito da «Avventure nel commercio della pelle», «Gli inseguitori», «Una storia», traduzione di Lucia Rodocanachi e Floriana Bossi, Prefazione di Alfredo Giuliani, Collana NUE n.68, Torino, Einaudi, 1966.
- Poesie e racconti, Nuova edizione italiana a cura di Ariodante Marianni, Collana NUE n.222, Torino, Einaudi, 1996, ISBN 978-88-061-4257-5. - Milano, Mondolibri, 1999.
- I racconti, Prefazione di Gabriele Frasca, traduzioni nuovamente rivedute da Claudia Canale, Collana Letture n.107, Torino, Einaudi, 2024, ISBN 978-88-062-6232-7. [raccolta integrale delle Collected Stories, a cura di Walford Davies, 1983]

### Teatro
- Under Milk Wood (Sotto il bosco di latte), radiodramma, 1954, postumo
  - trad. di Carlo Izzo, adattamento e regia di Giancarlo Gori, 1978 (in forma di monologo)
  - Sotto il bosco di latte, adattamento di Gennaro Duccilli, regia Gennaro Duccilli, 2004
- The Doctor and the Devils and Other Scripts (Il dottore e i diavoli), New Directions, 1953

### Sceneggiature
- No Room at the Inn, con Ivan Foxwell, 1948, adattato dal testo di Joan Birt del 1945
- The Three Weird Sisters, con Louise Birt, 1948, adattato dal romanzo The Case of the Weird Sisters di Charlotte Armstrong
- Rebecca's Daughters, 1948, (ma pubblicato postumo: Triton, 1965)
- The Doctor and the Devils, 1953
- The Beach of Falesa, 1964
- Twenty Years a-Growing, 1964 (incompiuto)

#### Edizioni italiane
- Il dottore e i diavoli e altri racconti per il cinema, traduzione di Floriana Bossi ed Ettore Capriolo, Collana Supercoralli, Torino, Einaudi, 1974. [contiene: Twenty Years A-Growing; The Beach of Falesa; The Doctor and the Devils]
- Favole di cinema, trad. e cura di Ida Omboni, illustrazioni di Nicoletta del Buono, Milano, Milano Libri, 1976. - Collana Varia, Milano, La Vita Felice, 2023, ISBN 978-88-934-6739-1. [contiene: Rebecca's Daughters e Me and My Bike]

### Epistolari
- Letters to Vernon Watkins, a cura di V. Watkins, London, Dent & Sons, 1957.
- Ritratto del poeta attraverso le lettere (Selected Letters, Dent, 1966), traduzione di Bruno Oddera, a cura di Constantine Fitzgibbons, Collana Supercoralli, Torino, Einaudi, 1970.
- Twelve More Letters, Turret (edizione a tiratura limitata in 175 copie), 1970.
- The Collected Letters, 2 voll. (vol. I: 1931-1939; vol. II: 1939-1953), Introduzione e cura di Paul Ferris, London, Weidenfeld & Nicolson, 2017.